# Rhyscotus sphaerocephalus
Rhyscotus sphaerocephalus is een pissebed uit de familie Rhyscotidae. De wetenschappelijke naam van de soort is voor het eerst geldig gepubliceerd in 1893 door Gustav Budde-Lund.